# Gaston Mattat
Gaston Mattat est un général de division français né à Bécherel (Ille-et-Vilaine), le 15 mai 1805 et mort le 28 octobre 1879. 

## Biographie

### Famille
Gaston Marie Joseph Mattat est né à Bécherel (Ille-et-Vilaine), le 15 mai 1805 et mort le 28 octobre 1879. 

### Formation
Il est diplômé de l'École spéciale militaire de Saint-Cyr (1823-1825 : 6e promotion).

### États de service
En août 1870, il dirige une brigade du 13e corps d'armée.
Lors du siège de Paris durant la guerre de 1870 il commande la 2e division de l'armée de Paris.

## Décorations
Nommé chevalier de l'ordre national de la Légion d'honneur le 19 février 1849, il est promu officier le 12 septembre 1857 puis commandeur le 13 août 1863.